# Kokuj (Kraj Zabajkalski)
Kokuj (ros. Кокуй) – osiedle typu miejskiego w Rosji, w Kraju Zabajkalskim, w rejonie srietieńskim. W 2010 liczyło 7179 mieszkańców.